# Alpi del Silvretta, del Samnaun e del Verwall
Le Alpi del Silvretta, del Samnaun e del Verwall sono una sottosezione delle Alpi Retiche occidentali. La vetta più alta è il Piz Linard che raggiunge i 3.411 m s.l.m..
Si trovano in Svizzera (Canton Grigioni) e in Austria (Vorarlberg e Tirolo). Prendono il nome dal monte Silvretta, dalle località Samnaun del Canton Grigioni e dalla valle austriaca Verwalltal.

## Classificazione
Secondo la SOIUSA le Alpi del Silvretta, del Samnaun e del Verwall sono una sottosezione alpina ed hanno la seguente classificazione:
- Grande parte = Alpi Orientali
- Grande settore = Alpi Centro-orientali
- Sezione = Alpi Retiche occidentali
- Sottosezione = Alpi del Silvretta, del Samnaun e del Verwall
- Codice = II/A-15.VI

L'AVE le vede suddivise nei gruppi 26, 27 e 28 denominati rispettivamente: Gruppo del Silvretta, Gruppo del Samnaun e Gruppo del Verwall.

## Delimitazioni
Confinano:

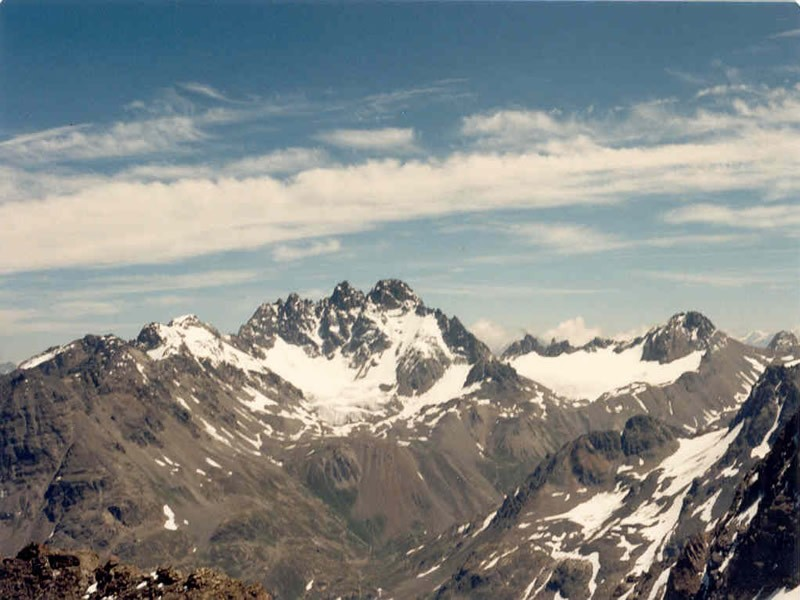
Fluchthorn

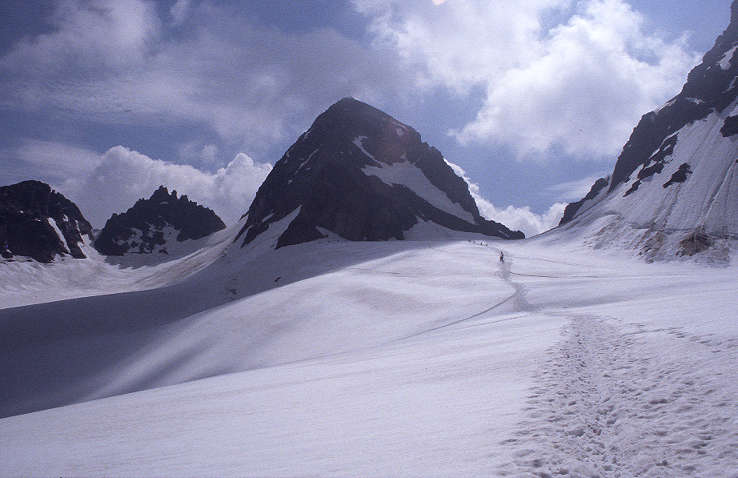
Piz Buin

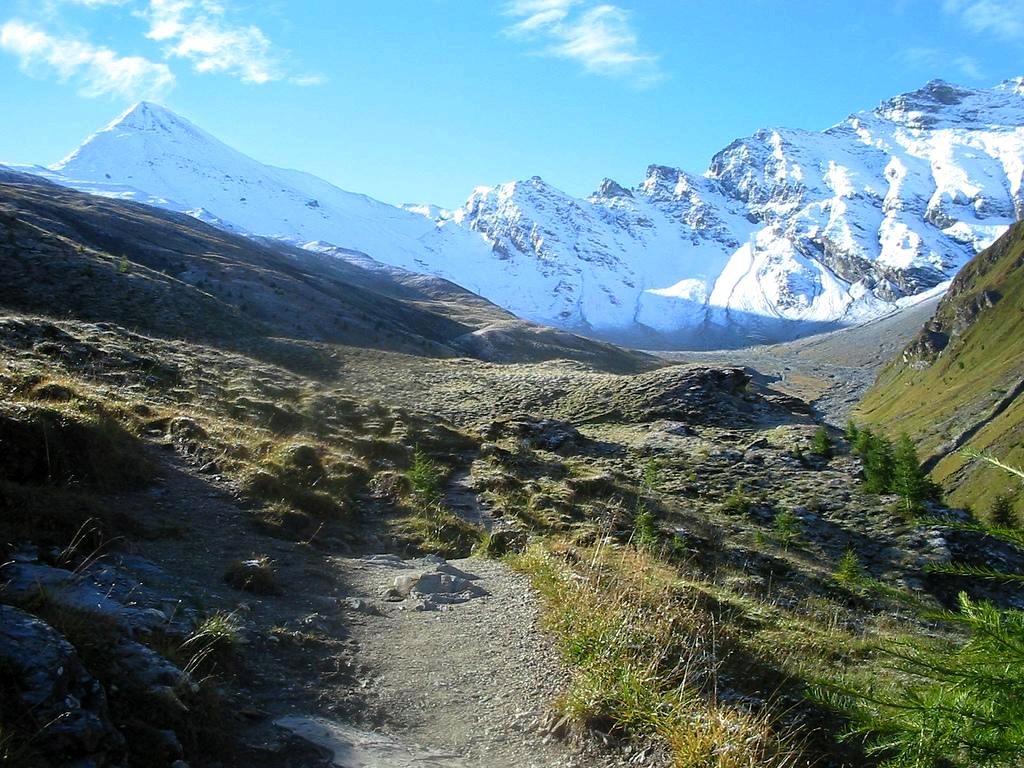
Muttler

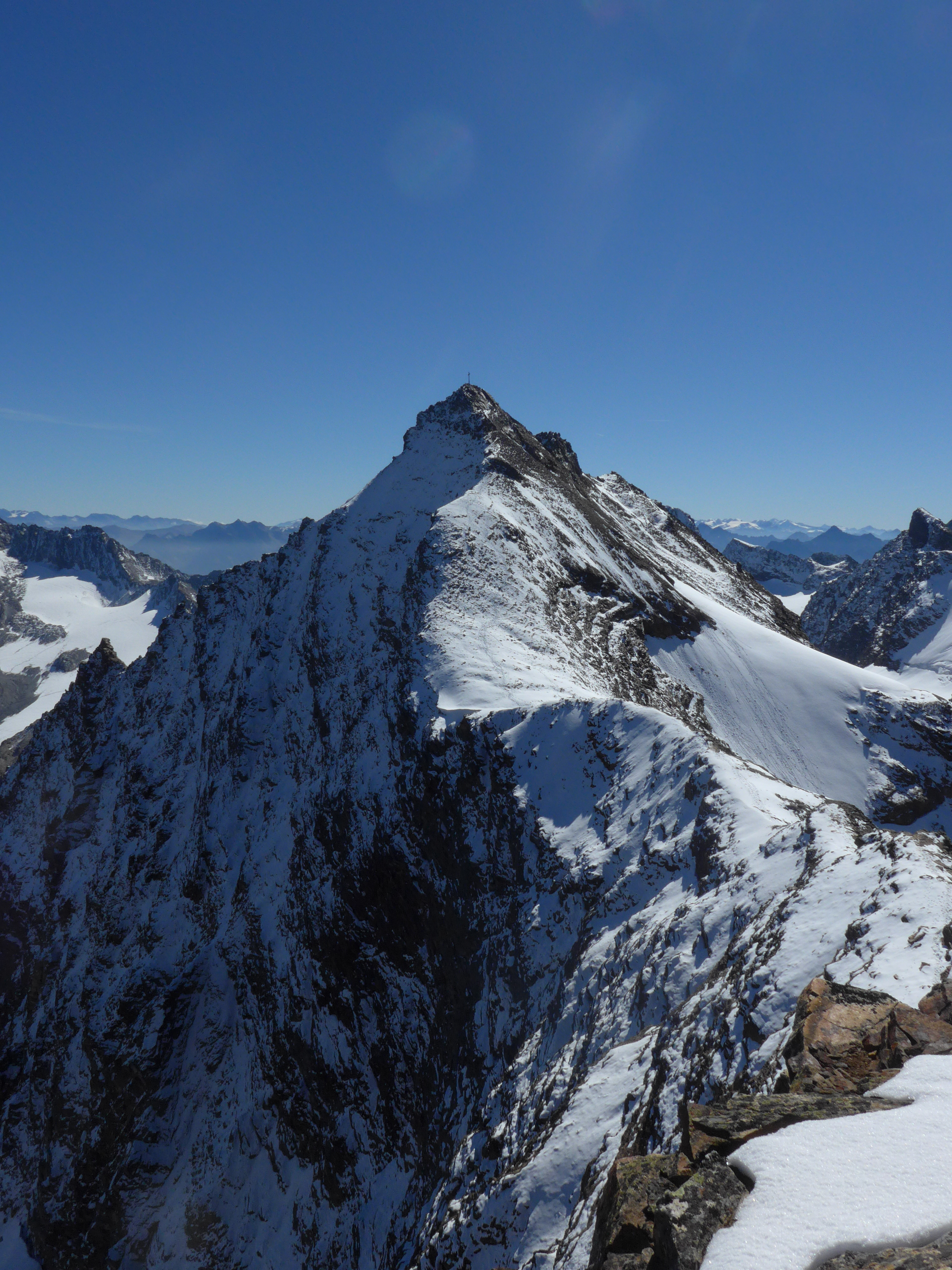
Monte Silvretta

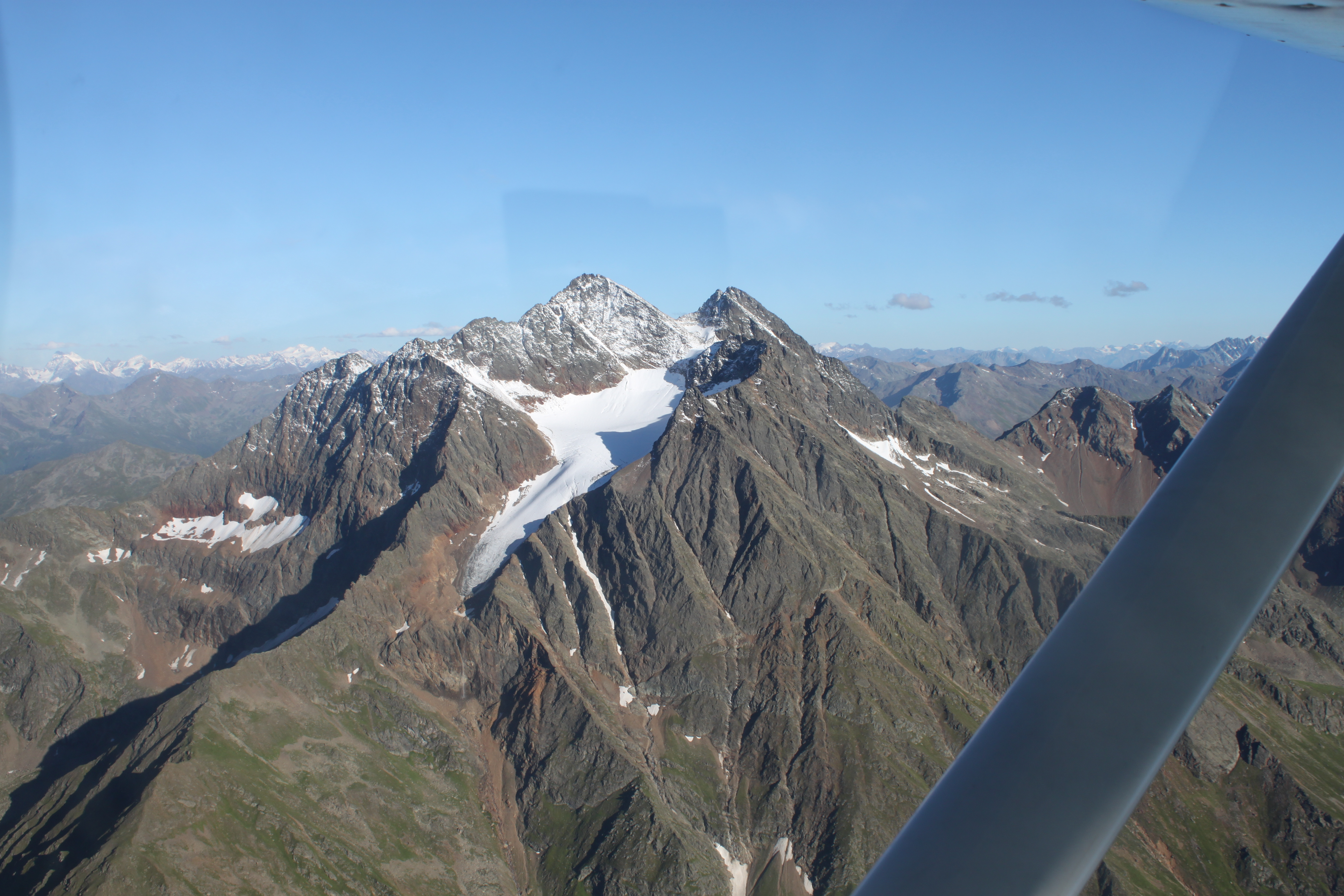
Hoher Riffler

- a nord con i Monti delle Lechquellen e le Alpi della Lechtal (nelle Alpi Calcaree Nordtirolesi) e separate dal Passo dell'Arlberg,
- ad est con le Alpi Venoste (nelle Alpi Retiche orientali) e separate dalla valle del fiume Inn,
- a sud-est con le Alpi della Val Müstair (nella stessa sezione alpina) e separate dalla bassa Engadina,
- a sud con le Alpi dell'Albula (nella stessa sezione alpina) e separate dal Passo Flüela,
- ad ovest marginalmente con le Alpi del Plessur (nella stessa sezione alpina) e separate dal Wolfgang Pass,
- ad ovest con la Catena del Rätikon (nella stessa sezione alpina) e separate dal Schlappiner Joch.

Ruotando in senso orario i limiti geografici sono: Passo Flüela, Wolfgang Pass, Schlappiner Joch, torrente Ill, Klostertal, Passo dell'Arlberg, Stanzertal, Landeck, bassa Engadina, Val Susasca, Passo Flüela.

## Suddivisione
Si suddividono in tre supergruppi e nove gruppi e quarantaquattro sottogruppi:
- Gruppo del Silvretta (A)
  - Catena Piz Linard-Verstankla (A.1)
    - Gruppo del Fuela (A.1.a)
    - Gruppo del Fless (A.1.b)
    - Costiera del Vernela (A.1.c)
      - Gruppo del Vernela (A.1.c/a)
      - Gruppo del Piz Linard  (A.1.c/b)

    - Gruppo Vereina-Verstankla (A.1.d)

  - Catena Silvrettahorn-Piz Buin-Augstenberg (A.2)
    - Gruppo del Silvrettahorn (A.2.a)
    - Gruppo Buin-Fliana (A.2.b)
      - Gruppo del Buin (A.2.b/a)
      - Gruppo del Fliana  (A.2.b/b)

    - Gruppo Dreiländerspiz-Piz Cotscen (A.2.c)
      - Gruppo del Dreiländerspiz (A.2.c/a)
      - Gruppo del Piz Cotscen (A.2.c/b)

    - Gruppo dell'Augstenberg (A.2.d)
    - Costiera del Vermunt (A.2.e)
    - Gruppo del Vallüla (A.2.f)

  - Catena Litzaner-Plattenspitze (A.3)
    - Gruppo Seehorn-Litzaner (A.3.a)
    - Costiera del Valgragges (A.3.b)
    - Gruppo dell'Hochmadere (A.3.c)
    - Gruppo Rotbühlspitz-Platten (A.3.d)
      - Gruppo del Garnera (A.3.d/a)
      - Gruppo del Rotbühlspitz (A.3.d/b)

    - Gruppo del Fergen (A.3.e)
    - Gruppo Heimspitz-Valisera (A.3.f)

  - Catena Fluchthorn-Paraid Naira (A.4)
    - Gruppo del Fluchthorn (A.4.a)
    - Costiera del Jamtal (A.4.b)
    - Costiera del Larain (A.4.c)
    - Gruppo dello Tasna (A.4.d)
- Gruppo del Samnaun (B)
  - Gruppo del Muttler i.s.a. (B.5)
    - Gruppo dello Stammerspitz (B.5.a)
    - Gruppo del Muttler p.d. (B.5.b)
    - Gruppo del Piz Mundin (B.5.c)

  - Catena Vesulspitze-Gmairerkopf (B.6)
    - Gruppo del Vesulspitze (B.6.a)
    - Gruppo del Gmairerkopf (B.6.b)

  - Catena Hexenkopf-Furgler (B.7)
    - Gruppo dell'Hexenkopf (B.7.a)
    - Gruppo del Furgler (B.7.b)
- Gruppo del Verwall (C)
  - Catena Schrottenkopf-Kaltenberg (C.8)
    - Gruppo del Fluh (C.8.a)
    - Costiera del Valschaviel (C.8.b)
    - Costiera del Mederer (C.8.c)
    - Hochjochstock (C.8.d)
    - Gruppo del Drossberg (C.8.e)
    - Gruppo del Kaltenberg (C.8.f)
    - Gruppo dell'Eisentaler (C.8.g)
    - Gruppo dell'Itonskopf (C.8.h)

  - Catena Vollandspitze-Kuchenspitze-Riffler (C.9)
    - Costier del Fasul (C.9.a)
    - Gruppo del Karkopf (C.9.b)
    - Gruppo del Kuchenspitze (C.9.c)
    - Gruppo del Faselfald (C.9.d)
    - Gruppo del Kartel (C.9.e)
    - Gruppo del Sesslad (C.9.f)
    - Gruppo del Rendl (C.9.g)
    - Gruppo del Welskogel (C.9.h)
    - Gruppo del Riffler (C.9.i).

Il Gruppo del Silvretta ne costituisce la parte sud-occidentale; il Gruppo del Samnaun la parte orientale ed il Gruppo del Verwall la parte a nord. La Fuorcla da Tasna divide il Gruppo del Silvretta dal Gruppo del Samnaun mentre lo Zeinisjoch separa il Gruppo del Silvretta  dal Gruppo del Verwall ed infine la Paznauntal divide il Gruppo del Samnaun dal Gruppo del Verwall.

## Vette principali
- Piz Linard - 3.411 m
- Fluchthorn - 3.399 m
- Piz Buin - 3.312 m
- Muttler - 3.293 m
- Monte Silvretta - 3.244 m
- Hoher Riffler - 3.166 m